# Nulltjärnarna (Undersåkers socken, Jämtland, 700908-135335)
Nulltjärnarna är en sjö i Åre kommun i Jämtland och ingår i Indalsälvens huvudavrinningsområde. Sjön har en area på 0,147 kvadratkilometer och ligger 595,1 meter över havet. Nulltjärnarna ligger i Vålådalen Natura 2000-område.

## Delavrinningsområde
Nulltjärnarna ingår i det delavrinningsområde (700891-135260) som SMHI kallar för Utloppet av Nulltjärnarna. Medelhöjden är 627 meter över havet och ytan är 1,42 kvadratkilometer. Det finns inga avrinningsområden uppströms utan avrinningsområdet är högsta punkten. Vattendraget som avvattnar avrinningsområdet har biflödesordning 4, vilket innebär att vattnet flödar genom totalt 4 vattendrag innan det når havet efter 333 kilometer. Avrinningsområdet består mestadels av skog (89 procent). Avrinningsområdet har 0,15 kvadratkilometer vattenytor vilket ger det en sjöprocent på 10,3 procent.